# Región administrativa especial de Sinŭiju
La región administrativa especial de Sinuiju (en coreano: 신의주특별행정구; Sinŭiju T'ŭkpyŏl Haengjŏnggu) fue una Región Administrativa Especial (RAE) de Corea del Norte, localizada en la frontera con la República Popular China. Se estableció en septiembre de 2002 y fue abolida en 2013, incluia partes de la ciudad de Sinuiju y sus alrededores, en un intento de introducir la economía de mercado, y estaba directamente regulada como una de las "Ciudades Directamente Gobernadas". Contaba con una "Ley Básica" similar a las que tienen Hong Kong y Macao desde que volvieron a la soberanía de China en 1997 y 1999, respectivamente.
Un hombre de negocios chino-neerlandés llamado Yang Bin fue designado para ser el primer gobernador. Antes de que asumiera formalmente su cargo, fue detenido por las autoridades chinas y condenado a 18 años de prisión por evasión fiscal y otros delitos económicos. En abril de 2008, las reformas de la RAE nunca se aplicaron, y se cree que Corea del Norte abandonó el proyecto después de la detención del gobernador.
Entre 2013 y 2018 fue desarrollada la Zona Económica Internacional de Sinuiju, de menor extensión territorial.

## Áreas incluidas en la Región

### Ciudad de Sinuiju (신의주시; 新義州市)
- Kwanmun-dong (관문동; 關門洞)
- Ponbu-dong (본부동; 本部洞)
- Sinwon-dong (신원동; 新元洞)
- Yŏkchŏn-dong (역전동; 驛前洞)
- Ch'ŏngsong-dong (청송동; 青松洞)
- Kŭnhwa-dong (근화동; 芹花洞)
- Paeksa-dong (백사동; 白沙洞)
- Paekun-dong (백운동; 白雲洞)
- Ch'aeha-dong (채하동; 彩霞洞)
- Oil-dong (오일동; 五一洞; también conocida como "Primero de Mayo")
- Apkang-dong (압강동; 鴨江洞)
- Namsang-dong (남상동; 南上洞)
- Namsŏ-dong (남서동; 南西洞)
- Namjung-dong (남중동; 南中洞)
- Namha-dong (남하동; 南下洞)
- Kaehyŏk-dong (개혁동; 改革洞)
- Haebang-dong (해방동; 解放洞)
- P'yŏnghwa-dong (평화동; 平和洞)
- Minp'o-dong (민포동; 敏浦洞)
- Namsong-dong (남송도; 南松洞)
- Sinnam-dong (신남동; 新南洞)
- Sinp'o-dong (신포동; 新浦洞)
- Sumun-dong (수문동; 水門洞)
- Nammin-dong (남민동; 南敏洞)
- Tongha-dong (동하동; 東下洞)
- Tongjung-dong (동중동; 東中洞)
- Tongsang-dong (동상동; 東上洞)
- Ch'insŏn 1-dong (친선일동; 親善1洞)
- Ch'insŏn 2-dong (친선이동; 親善2洞)
- Pangjik-dong (방직동; 紡織洞)
- Majŏn-dong (마전동; 麻田洞)
- Hadan-ri (하단리; 下端里)
- Sangdan-ri　(상단리; 上端里)
- Taji-ri　(다지리; 多智里)
- Sŏngsŏ-ri (성서리; 城西里)
- Parte de Sŏnsang-dong (선상동; 仙上洞)
- Parte de Yŏnha-dong　(연하동; 煙下洞)
- Parte de Songhan-dong　(송한동; 送瀚洞)
- Parte de Ryusang 1-dong　(류상일동; 柳上1洞)
- Parte de Ryŏnsang 1-dong (련상일동; 蓮上1洞)
- Parte de Paekt'u-dong (백투동; 白土洞)
- Parte de T'osŏng-ri (토성리; 土城里)
- Parte de Ryuch'o-ri (류초리; 柳草里)

### Condado de Ŭiju (의주군; 義州郡)
- Sŏho-ri (서호리; 西湖里)
- Parte de Hongnam-ri (홍남리; 弘南里)
- Parte de Taesan-ri (대산리; 臺山里)

### Condado de Yŏmju (염주군; 鹽州郡)
- Tasa-rodongjagu (다사로동자구; 多獅勞動者區; también conocido como "Distrito Obrero de Tasa")
- Parte de Sŏkam-ri (석암리; 石岩里)

### Condado de Ch'ŏlsan (철산군; 鐵山郡)
- Parte de Rihwa-ri (리화리; 梨花里)
- Parte de Kŭmsan-ri (금산리; 錦山里)

Debido a las áreas incluidas en la Región Administrativa Especial, no es una región única continua, pues si uno quiere ir desde Sinuiju al condado de Yomju, se debe cruzar necesariamente otro condado que se encuentra fuera de la RAE.

## Transporte
La zona está conectada por vía ferroviaria en la Estación Cheongnyeon de Sinuiju. Esta estación es un apeadero para trenes de Pyeongyang. El tráfico ferroviario de la estación continúa a través del Puente de la Amistad Sinocoreana hacia China cruzando el río Yalu. El transporte público consiste de una red de trolebuses.

## Economía
Existen algunas fábricas en Sinuiju, principalmente dedicadas a la manufacturación de productos para uso local.
- Datos: Q714871